# Зукко, Джордж
Джордж Десилла Зукко (англ. George Desylla Zucco; 11 января 1886 — 27 мая 1960) — британский характерный актёр, знаковый «сумасшедший учёный» 1940-х годов.

## Биография
Джордж Зукко родился в Манчестере, графство Ланкашир. Его мать, Мариан, бывшая фрейлина королевы Виктории, занималась пошивом одежды. Отец, Джордж, был греческим торговцем. В 1908 году в Канаде Зукко дебютирует в театральной постановке. С началом Первой мировой войны он возвращается в Англию и записывается добровольцем в Британскую армию. В 1931 году Зукко дебютировал в кино, сыграв Эжена Годфруа Кавеньяка в британской киноленте «Дрейфус», рассказывающей о деле Дрейфуса. В 1935 году актёр возвращается в США. В 1937 году Зукко сыграл Бартона Вудли в приключенческом фильме «Загубленные в море». Наибольшую известность актёру принесла роль профессора Мориарти в фильме «Приключения Шерлока Холмса» (1939).
С 1940-х годов Зукко стал сниматься в фильмах категории B, включая «Рука мумии» (1940), «Гробница мумии» (1942), «Безумный монстр» (1942), «Мертвецы идут» (1943), «Призрак мумии» (1944), «Дом Франкенштейна» (1944) и «Тарзан и Русалки» (1948).
Снявшись в своем последнем фильме 1951 году, Зукко перенес сердечный приступ, полностью отошёл от актёрства и, серьёзно болея, уединился в доме престарелых в Голливуде. Умер Джордж Зукко от осложнений пневмонии 27 мая 1960 года в Голливуде. Был похоронен на кладбище Голливуд-Хиллз.

## Фильмография
| Год  |   | Русское название                     | Оригинальное название           | Роль                  |
| ---- | - | ------------------------------------ | ------------------------------- | --------------------- |
| 1931 | ф | Дрейфус                              | Dreyfus                         | Эжен Годфруа Кавеньяк |
| 1936 | ф | Человек, который умел творить чудеса | The Man Who Could Work Miracles | Муди                  |
| 1936 | ф | За тонким человеком                  | After the Thin Man              | Адольф Кеммер         |
| 1937 | ф | Саратога                             | Saratoga                        | Хармсворт Берд        |
| 1939 | ф | Кот и канарейка                      | The Cat and the Canary          | адвокат Кросби        |
| 1939 | ф | Приключения Шерлока Холмса           | Adventures of Sherlock Holmes   | профессор Мориарти    |
| 1940 | ф | Рука мумии                           | The Mummy's Hand                | Андохэб               |
| 1941 | ф | Лицо женщины                         | A Woman's Face                  | адвокат               |
| 1942 | ф | Гробница мумии                       | The Mummy's Tomb                | Андохэб               |
| 1942 | ф | Безумный монстр                      | The Mad Monster                 | доктор Камерон        |
| 1943 | ф | Мертвецы идут                        | Dead Men Walk                   | доктор Клейтон        |
| 1943 | ф | Шерлок Холмс в Вашингтоне            | Sherlock Holmes in Washington   | Генрих Хинкель        |
| 1944 | ф | Дом Франкенштейна                    | House of Frankenstein           | Бруно Лампини         |
| 1944 | ф | Призрак мумии                        | The Mummy's Ghost               | Андохэб               |
| 1944 | ф | Тени в ночи                          | Shadows in the Night            | Фрэнк Свифт           |
| 1945 | ф | Секретный агент                      | Confidential Agent              | детектив Геддес       |
| 1947 | ф | Напуганная до смерти                 | Scared to Death                 | доктор Джозеф         |
| 1947 | ф | Соблазнённый                         | Lured                           | Офицер Беннетт        |
| 1947 | ф | Мускусная роза                       | Moss Rose                       | Крэкстон, дворецкий   |
| 1947 | ф | Капитан из Кастильи                  | Captain from Castile            | Маркиз де Карвахаль   |
| 1948 | ф | Пират                                | The Pirate                      | Вице-король           |
| 1948 | ф | Тарзан и русалки                     | Tarzan and the Mermaids         | Палант                |
| 1948 | ф | Жанна д’Арк                          | Joan of Arc                     | Клерво                |
| 1949 | ф | Тайный сад                           | The Secret Garden               | Фортескью             |
| 1949 | ф | Парочка Баркли с Бродвея             | The Barkleys of Broadway        | Судья                 |
| 1949 | ф | Мадам Бовари                         | Madame Bovary                   | Дюбокейдж             |